# Microsynodontis lamberti
Microsynodontis lamberti är en fiskart som beskrevs av Max Poll och Gosse, 1963. Microsynodontis lamberti ingår i släktet Microsynodontis och familjen Mochokidae. IUCN kategoriserar arten globalt som otillräckligt studerad. Inga underarter finns listade i Catalogue of Life.